# Astragalus kermanschahanenicus
Astragalus kermanschahanenicus är en ärtväxtart som beskrevs av Sirj. och Karl Heinz Rechinger. Astragalus kermanschahanenicus ingår i släktet vedlar, och familjen ärtväxter. Inga underarter finns listade i Catalogue of Life.